# Польський театр
Польський театр — галузь польської культури, особливістю якої є художнє відображення життя за допомогою сценічної діяльності акторів перед глядачами.

## Історія створення
Витоки польського театру сягають Середньовіччя. У той час розвивався релігійний театр. У XII столітті з'явилися літургійні драми і п'єси. У зборах молитов, виданому в Кракові, були написані сценарії вистав межі XII і XIII століть  — і літургійна драма "Відвідування Гробу Господнього". Найдавніші записи латинської літургійної драматизації приходять з XIII століття.

## Сучасні форми
Найпоширенішою формою театру в Польщі є драматичний театр, заснований на існуванні стабільних мистецьких компаній. Це театр режисерів, який визначає форму його постановок та вигляд окремих сцен.  
Поряд з багатьма типами драматичного театру, основою якого є література, є в Польщі історичні форми театру, в яких розмовне слово не є найважливішим виражальним засобом, наприклад, візуальний театр,  музичний театр, театр руху тощо. Популярність набувають театри, де працюють маріонетки, фігури чи тіні; є навіть театр малювання, а також театр вогню.

## Традиція

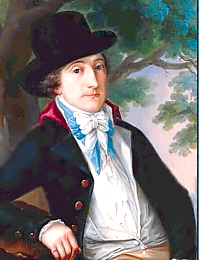
Войцех Богуславський (1757-1829) вважається "батьком польського театру"

Сила польського драматичного театру полягає у професіоналізмі його акторів. Традиція великих акторів XIX століття, на чолі якої стояла Гелена Моджеєвська — «зірка двох континентів», продовжувалась наступними поколіннями. Поряд із досвідченими професіоналами та багатовіковими традиціями існують також аматорські театри та мандрівні колективи.
Серед професійних найбільш представницьким є Національний театр у Варшаві. Основу його репертуару складають найзаповітніші польські та зарубіжні драми, з якими режисери ведуть свої індивідуальні діалоги, задаючи цим класичним творам актуальні питання. У рамках цього дослідження Національний театр часто робить сміливі експерименти, а це означає, що його сцена зовсім не академічна. Найбільш характерними є постановки Єжи Grжегожевського (режисер театру між 1997–2002 рр.), який використовував складне сценічне обладнання (метафоричні сценографічні елементи, такі як пантографи, величезні музичні інструменти чи символічний реквізит), створював власний монтаж класичних текстів, тестував їх значення. 
Дещо консервативнішим є другий польський театр із національним статусом — Національний старий театр у Кракові, єдиний у Польщі, що входить до Союзу європейських театрів. Цей театр добре відомий завдяки всесвітньо відомим постановкам Конрада Свінарського, Єжи Яроцького та Анджея Вайди, намагається продовжити традиції. Найважливішим нинішнім представником Старого театру є Кристян Лупа. Протягом багатьох років він послідовно продукує драми та прозу німецьких письменників (Т. Бернхардт, Р. М. Рільке, Р. Музіль). Російська література також знаходиться у його сфері інтересів (постановки "Брати Карамазови" Достоєвського, а нещодавно — "Майстер і Маргарита" М. Булгакова). Лупа руйнує традиційні дії вистав, розтягує темп і концентрується на поетичних цінностях конкретних ситуацій, а не на сюжеті чи конфлікті. Це театр філософських та екзистенціальних роздумів, в центрі якого знаходиться сучасна людина, яка намагається знайти місце у дегуманізованому світі. Вже кілька сезонів постановки Лупи регулярно демонструються в Парижі, де їх сприймають з великим захопленням критики та глядачі. Лупа також є одним з найважливіших викладачів режисури в Академії драматичного мистецтва імені Людвіка Сольського в Кракові, де серед його учнів було найновіше покоління польських режисерів: Кшиштоф Варліковський, Гжегож Яржина, Мая Клечевська, Анна Августинович, Міхал Задара та Ян Клата.

## Актори та режисери

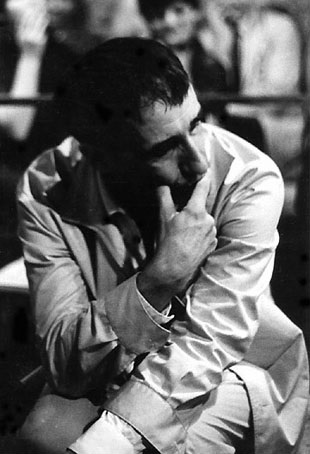
Тадеуш Кантор (1915-1990) відомий своїми революційними театральними виставами в Польщі та за кордоном.

Польським театральним актором,  найвідомішим за межами країни, є Анджей Северин, який у 1984–1988 роках був членом міжнародної групи, сформованої Пітером Бруком для роботи над постановкою «Махабхарати», а з 1993 року пов'язаний з Комеді Франсез . Найшанованішим актором другої половини ХХ століття в Польщі зазвичай вважають Тадеуша Ломніцького, який помер у 1992 році від серцевого нападу під час репетиції Короля Ліра.
У другій половині дев'яностих років у польському драматичному театрі з'явилося нове покоління молодих режисерів, які намагалися створити постановки, що відповідають досвіду та проблемам  покоління, вихованого в оточенні масової культури. Провідним театром є варшавський ТР, відомий як "найшвидший театр у місті". Серед співпрацюючих режисерів виділяються Кшиштоф Варліковський та Гжегож Яжина. Варліковський здобув міжнародне визнання серією інноваційних постановок Шекспіра, виставлених як у польських театрах («Приборкання землерийки», «Гамлет» ), так і за кордоном («Перікл» у театрі «Пікколо» в Мілані, « Дванадцята ніч» та «Буря» в Театрі штату в Штутгарт). Шукаючи спосіб представити складну екзистенційну ситуацію сучасного людства, Яржина тягнеться як до сучасної драми ( Тропічне божевілля Віткевича, Принцеса Імвони Гомбровича, або Невідомі людські залишки Фрейзера ...), так і до класичних європейських романів ( Ідіот Достоєвського, Доктор Фауста Манна, режисер Театру Хеббеля в Берліні). Нещодавно обидва режисери зацікавились роботою Сари Кейн, яка створює вражаючі постановки: «Очищений» (Варліковський) та « 4.48 Психоз» (Яржина).
Справжнє відродження після розпаду радянської імперії пережив театр імені Людовика в районі Нова Гута в Кракові, який взяв на себе актор, режисер та політичний діяч Єжи Федорович (1989–2005).  Під його керівництвом театр здобув  численні нагороди. Він двічі був запрошений на Міжнародний фестиваль у Единбурзі: в 1996 році Макбет, а в 1997 році з Антігони. Нинішній режисер - Яцек Страма, відзначений нагородами продюсер театру та кіно. 

## Місце проведення

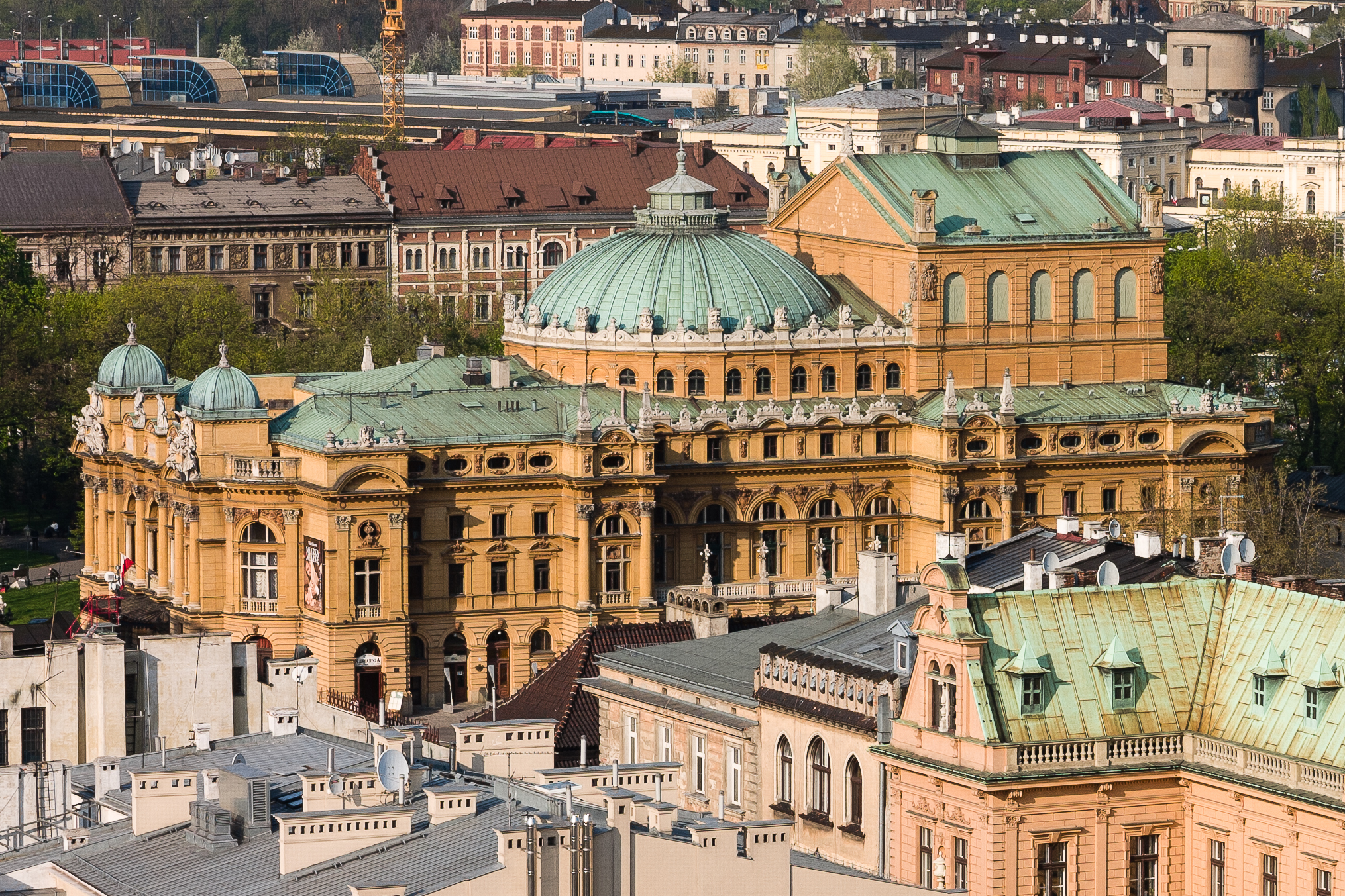
Театр імені Юліуша Словацького в Кракові - один з найкращих театральних майданчиків Польщі.

Театральна карта Польщі за останнє десятиліття зазнала численних змін. Найвідоміші режисери в Польщі, такі як Кшиштоф Варліковський, Ян Клата, Міхал Задара чи Мая Клечевська працюють у Варшаві, але також їздять до інших міст.  Визнані майстри (Єжи Яроцький, Кристян Лупа) та група молодших режисерів, на чолі з Петром Цеплаком та Павлом Мішкевичем, співпрацюють з театрами Вроцлава. Подібні амбіції мають Познань, Гданськ та Лодзь. Відколи Павел Лисак став художнім керівником театру в Бидгощі, це місто в центральній Польщі також може насолоджуватися театром найвищого рівня.
Найбільші досягнення польського театру ХХ століття  відбуваються завдяки тим акторам, які шукають нові форми для театрального мистецтва. З самого початку великого європейського руху за реформи польські театрали проводили сміливі експерименти в цій галузі. Польський потік реформ характеризувався зв'язком театру з метафізикою. Джерелом такого типу пошуків була праця та мислення польських романтиків, на чолі яких стояв Адам Міцкевич. У його «Напередодні прабатьків» існує бачення театру як явища на межі між виставою та церемонією, яку веде актор. 

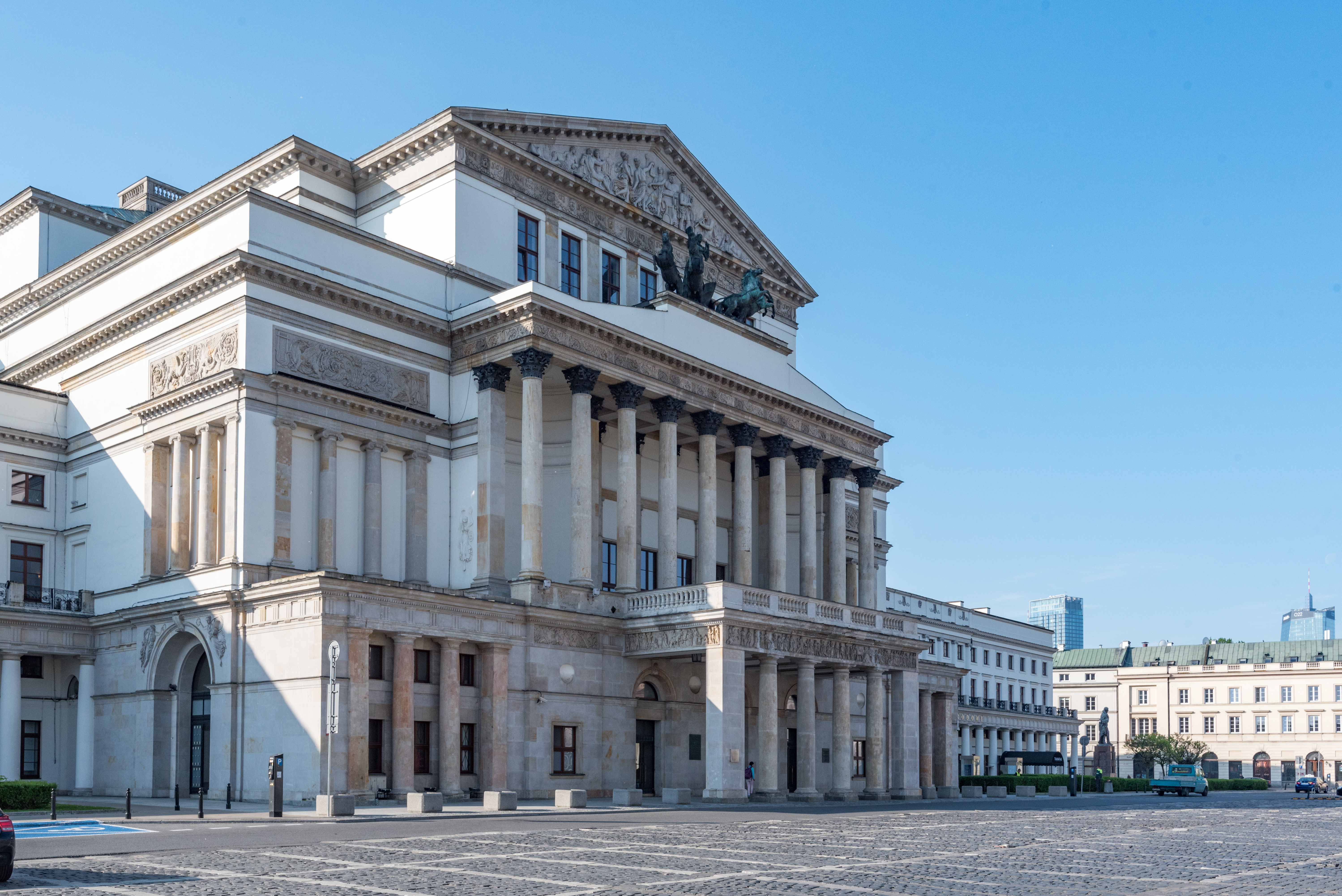
Великий театр у Варшаві - один із найбільших театрів Європи, кількість місць якого перевищує 2000.

Популярне мистецтво Станіслава Виспянського. Поет, живописець, візіонер, працюючи на початку ХХ століття, вплинув на розвиток театру  наступного століття. Його твори поєднують католицькі, язичницькі та класичні традиції з екзистенційними та політичними проблемами нового століття, донині не були повністю відкриті та зрозумілі.  

## Єжи Гротовський
Зовсім іншу спробу оновити театр зробив Єжи Гротовський. Він здійснив другу, після Костянтина Станіславського, реформу акторського мистецтва, а його книга " До бідного театру" досі є одним з найважливіших підручників драматичних шкіл по всьому світу. Постановки Театральної лабораторії Гротовського, такі як Акрополь (драма Виспянського), Постійний принц (за Кальдероном-Словацьким)  є одними з найважливіших досягнень світового театру ХХ століття. Серед інших Пітер Брук, Євгеніо Барба, Маркета Кімбрелл, Річард Шехнер та Андре Грегорі черпали натхнення з творчості Гротовського. Протягом останнього десятиліття свого життя Гротовський досліджував можливість створення драматичної структури, ефект якої був би подібним до ефекту від релігійної церемонії. Після його смерті (1999) роботу продовжили його учні Томас Річардс та Маріо Біаджіні.
Робота Гротовського вплинула на багатьох митців польського театру. Влодзімир Станєвський після кількох років тісної співпраці з Гротовським заснував Центр театральної практики "Gardzienice" в 1977 році у маленькому селі поблизу Любліна. Найхарактернішим аспектом "Гардзеніце" є різноманітні культурні заходи, в тому числі експедиції в райони, населені людьми, які дотримуються народних традицій. Протягом декількох років Станєвський особливо цікавився Стародавньою Грецією як джерелом європейської культури та духовності. 
У Сейнах діє Фонд «Пограниччя», створений Кшиштофом Чижевським, співробітником "Гардзієніце".  Однією з форм роботи "Прикордонного краю" є театр  і його мета - підвищити свідомість жителів прикордонних країн щодо унікального багатства їхньої культурної традиції, яка століттями пов'язувала польські, Єврейські, білоруські, литовські, українські і навіть татарські впливи.  

## Фестивалі
Міжнародні фестивалі — це особливий елемент польського театрального життя, привід дозволити мистецьким досягненням Сходу та Заходу зіткнутися один з одним. З цією метою існують такі фестивалі, як "Контакт", що проводиться щороку в Торуні, та "Діалог", що організовується раз на два роки восени у Вроцлаві. Окрім них, найцікавішими подіями є "Театральні протистояння" у Любліні (жовтень), фестиваль "Мальта" під відкритим небом у Познані (червень), краківський "Балет навесні" та Бієнале лялькового театру в Бельсько-Бялій.
Один із всесвітньо відомих людей, який мав зв’язки з польським театром ХХ століття був папа Іван Павло ІІ  Його зацікавленість театром виникла ще в роки середньої школи у Вадовицях, де підліток Кароль Войтила виступав у шкільному театрі. Під час Другої світової війни він разом зі своїм старим учителем Мечиславом Котларчиком заснував підпільний театр рапсодизму - групу, що культивує романтичні традиції живої поезії. Після війни, будучи священиком, він підтримував групу, а також був її критиком, публікуював огляди виступів. 

## Премія Віткевича

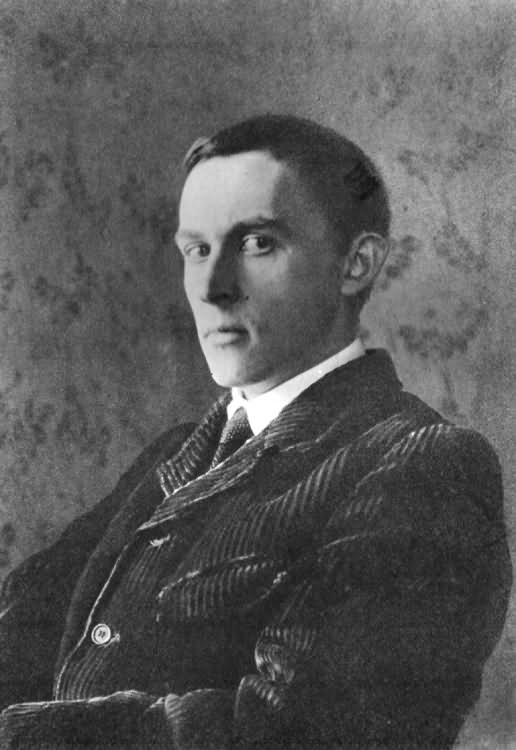
Станіслав Ігнацій Віткевич (1885-1939)

Премія імені Станіслава Ігнація Віткевича - щорічна премія Польського центру Міжнародного театрального інституту для іноземних (присуджується Радою Польського центру ITI) та польських (присуджується Колом критиків) художників, науковців або критиків за видатні досягнення у просуванні польського театру у всьому світі. Премія присуджується з 1983 року з нагоди Всесвітнього дня театру.    
Кандидатів щороку пропонують видатні люди польської культури, а Лауреатів обирає журі, до складу якого входять представники Міністерства культури та національної спадщини, представник Театрального інституту імені Збігнева Рашевського, Рада представників Польського центру та Коло критиків. Іноземний одержувач отримує оригінальний витвір мистецтва польського художника та запрошення до Польщі, де перебування фінансується Міністерством. Під час візиту Лауреат бере участь у серії зустрічей з польською театральною спільнотою, організованих Польським центром ITI. Зазвичай візит поєднують з міжнародним театральним фестивалем у Польщі.
Деякі іноземні одержувачі: Даніель К. Герулд (1983), Роберто Баччі (1989), Бонні Марранка (1990), Мішель Кокосовський (1991), Річард Демарко (1992), Хендрік Ліндепуу (1997), Жак Роснер (2002), Ніна Кіралі (2005), Аллен Кухарський (2006), Монік Сталенс (2010), Манфред Бейларц (2013), Філіп Арноульт (2014), Дар'я Домінкуш (2015), Річард Гоф (2016).
Деякі з польських одержувачів: Єжи Яроцький (1984), Казімєж Деймек (1984), Єжи Штур (1988), Тадеуш Кантор (1989), Юзеф Шайна (1992), Ервін Аксер (1993), Анджей Вайда (1995), Анджей Северин ( 1996), Кристина Майснер (1997), Крістіан Лупа (2000), Єжи Радзівілович (2000), Тадеуш Брадецький (2001), Януш Опринський (2002), Кшиштоф Варліковський (2003) Гжегож Яржина (2005) ), Маріуш Трелінський (2006), Ева Вичиховська (2008), Театр «Пісня козла» (2010), Стефан Сутковський (2013), Анджей Вірт (2014), Яніна Шарек (2015), Анджей Щитко (2016).